# 東門吳汝祥四連棟街屋
東門吳汝祥四連棟街屋又稱松竹堂或松竹堂三連棟，位於臺灣彰化縣彰化市，是臺灣日治時期商人吳汝祥所興建的四間連在一起的店面，曾出租給「松竹堂」、「山陽食堂」、「辻化妝品店」、「旭田履物店」等店面。該建築有「彰化林百貨」之稱，所在地是日治時期彰化的重要商業區。
2017年時曾發生拆除事件，被阻止後建物半毀，之後在同年7月10日公告為歷史建築。

## 保存事件
2017年1月，繼原大新鳳梨商社（1月1日）、杜錫圭故居（1月14日）被拆除後，在「彰化文化陣線」的呼籲下，有數百名眾自動填妥松竹堂的提報單寄給文化局。而在1月16日時，松竹堂開始進行拆除，有地方人士林俊德試圖阻擋，且有前國大代表楊文彬到場關心。因不滿時任彰化縣文化局長陳文彬的處置，林俊德於1月17日17:00至彰化地檢署按鈴控告陳文彬。
彰化縣文化局後來在1月24日14:00，由代理副局長林靖文與2名文資委員現勘「松竹堂」三連棟街屋，最後做出將「松竹堂」列為暫定古蹟的決定。在經過文資審議後，松竹堂以「東門吳汝祥四連棟街屋」的名義在7月10日公告為歷史建築。

## 圖片

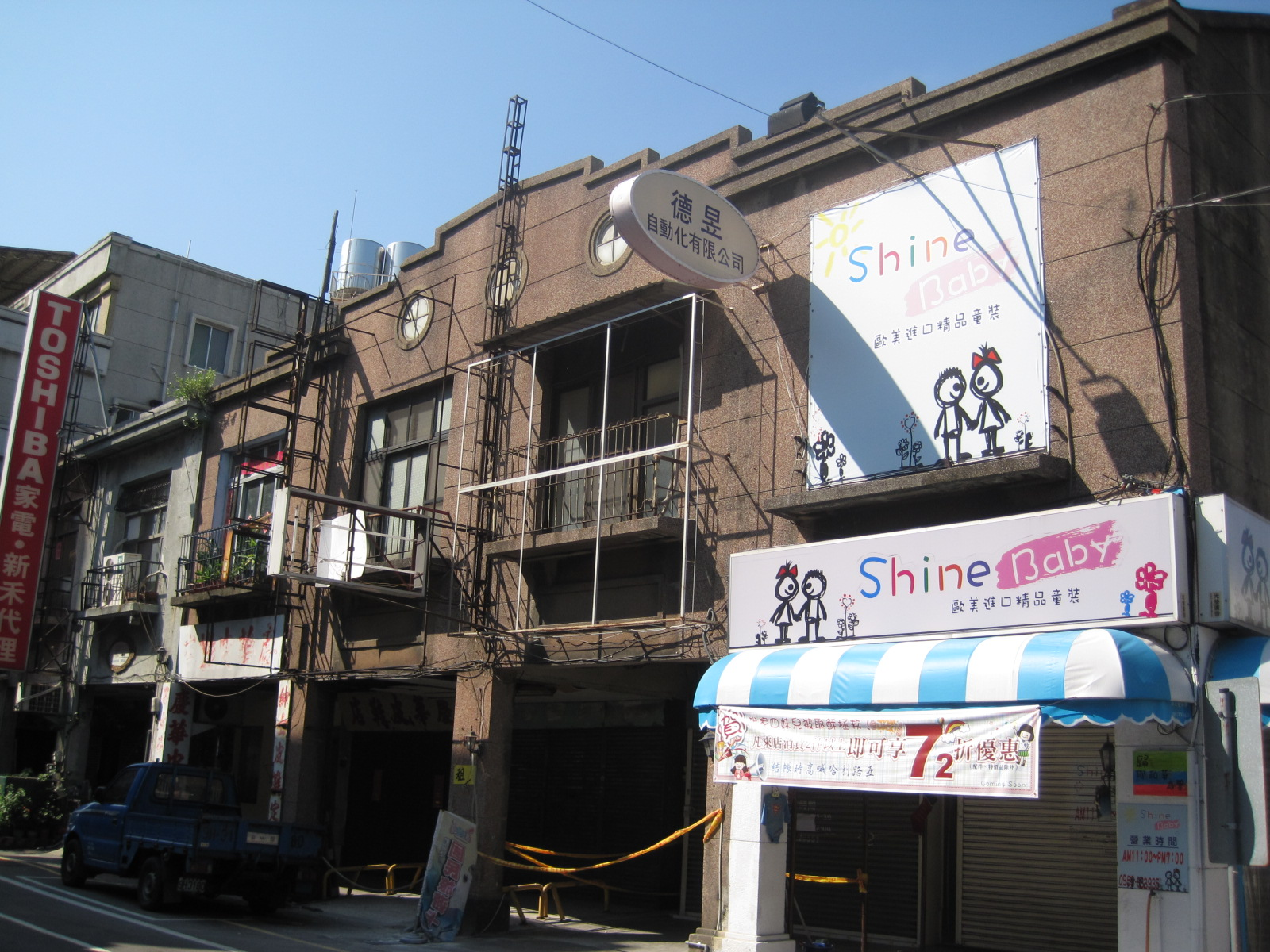
2012年時的樣子
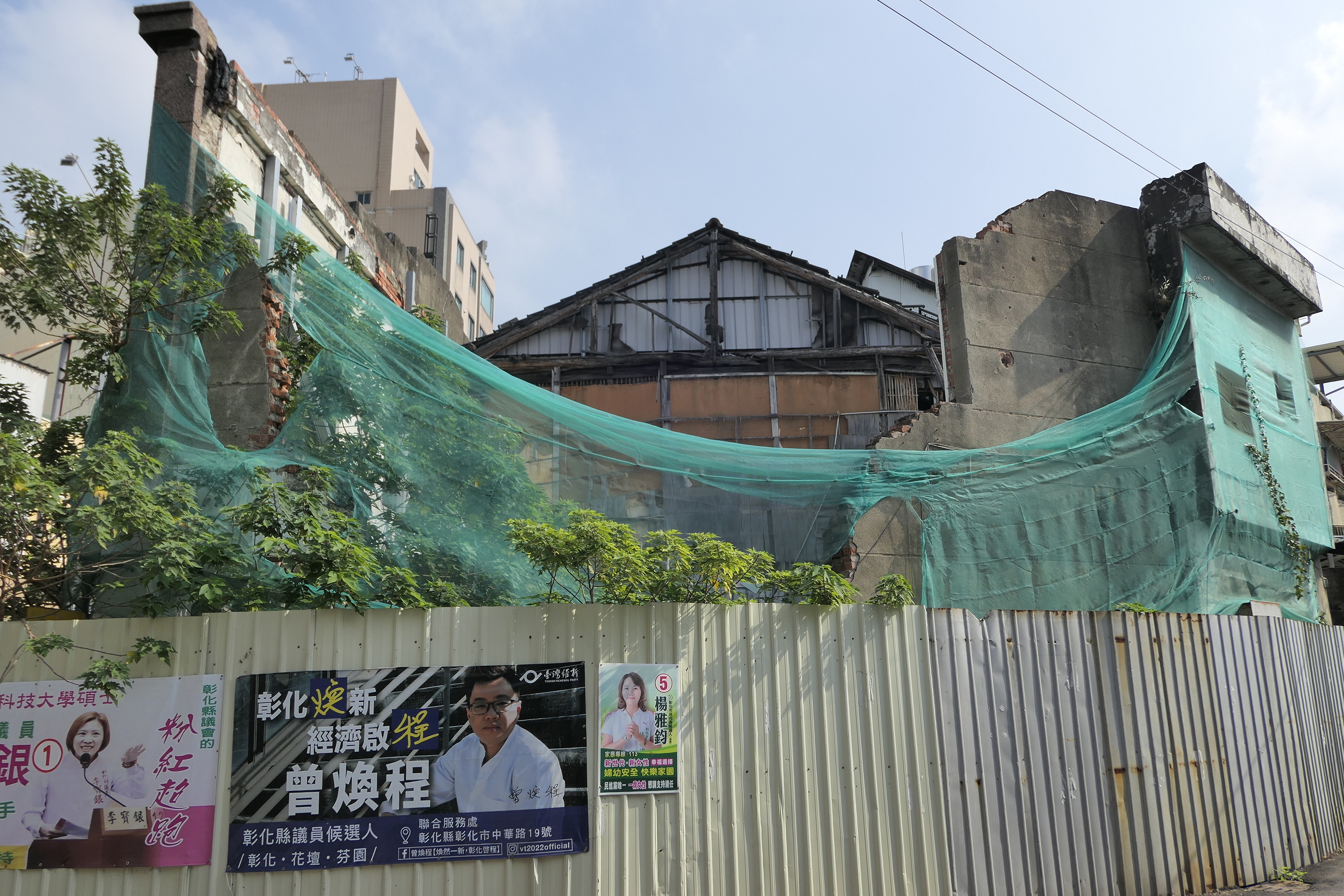
街屋側面